# Кошаркашка репрезентација Филипина
Кошаркашка репрезентација Филипина представља Филипине на међународним кошаркашким такмичењима.

## Учешћа на међународним такмичењима

### Олимпијске игре(7)
| Година | Позиција              | Ут.                   | Поб.                  | Пор.                  |
| ------ | --------------------- | --------------------- | --------------------- | --------------------- |
| 1936.  | 5.                    | 5                     | 4                     | 1                     |
| 1948.  | 12.                   | 8                     | 4                     | 4                     |
| 1952.  | 9.                    | 8                     | 5                     | 3                     |
| 1956.  | 7.                    | 8                     | 4                     | 4                     |
| 1960.  | 11.                   | 8                     | 4                     | 4                     |
| 1964.  | Није се квалификовала | Није се квалификовала | Није се квалификовала | Није се квалификовала |
| 1968.  | 13.                   | 9                     | 3                     | 6                     |
| 1972.  | 13.                   | 9                     | 3                     | 6                     |
| 1976.  | Није се квалификовала | Није се квалификовала | Није се квалификовала | Није се квалификовала |
| 1980.  | Није учествовала      | Није учествовала      | Није учествовала      | Није учествовала      |
| 1984.  | Није се квалификовала | Није се квалификовала | Није се квалификовала | Није се квалификовала |
| 1988.  | Није се квалификовала | Није се квалификовала | Није се квалификовала | Није се квалификовала |
| 1992.  | Није се квалификовала | Није се квалификовала | Није се квалификовала | Није се квалификовала |
| 1996.  | Није се квалификовала | Није се квалификовала | Није се квалификовала | Није се квалификовала |
| 2000.  | Није се квалификовала | Није се квалификовала | Није се квалификовала | Није се квалификовала |
| 2004.  | Није се квалификовала | Није се квалификовала | Није се квалификовала | Није се квалификовала |
| 2008.  | Није се квалификовала | Није се квалификовала | Није се квалификовала | Није се квалификовала |
| 2012.  | Није се квалификовала | Није се квалификовала | Није се квалификовала | Није се квалификовала |
| 2016.  | Није се квалификовала | Није се квалификовала | Није се квалификовала | Није се квалификовала |
| Укупно | -                     | 52                    | 25                    | 27                    |

### Светска првенства
| Година | Позиција              | Ут.                   | Поб.                  | Пор.                  |
| ------ | --------------------- | --------------------- | --------------------- | --------------------- |
| 1950.  | Није учествовала      | Није учествовала      | Није учествовала      | Није учествовала      |
| 1954.  |                       | 9                     | 6                     | 3                     |
| 1959.  | 8.                    | 6                     | 4                     | 2                     |
| 1963.  | Суспендована          | Суспендована          | Суспендована          | Суспендована          |
| 1967.  | Није се квалификовала | Није се квалификовала | Није се квалификовала | Није се квалификовала |
| 1970.  | Није се квалификовала | Није се квалификовала | Није се квалификовала | Није се квалификовала |
| 1974.  | 13.                   | 7                     | 2                     | 5                     |
| 1978.  | 8.                    | 8                     | 0                     | 8                     |
| 1982.  | Није се квалификовала | Није се квалификовала | Није се квалификовала | Није се квалификовала |
| 1986.  | Није учествовала      | Није учествовала      | Није учествовала      | Није учествовала      |
| 1990.  | Није се квалификовала | Није се квалификовала | Није се квалификовала | Није се квалификовала |
| 1994.  | Није се квалификовала | Није се квалификовала | Није се квалификовала | Није се квалификовала |
| 1998.  | Није се квалификовала | Није се квалификовала | Није се квалификовала | Није се квалификовала |
| 2002.  | Суспендована          | Суспендована          | Суспендована          | Суспендована          |
| 2006.  | Суспендована          | Суспендована          | Суспендована          | Суспендована          |
| 2010.  | Није се квалификовала | Није се квалификовала | Није се квалификовала | Није се квалификовала |
| 2014.  | 21.                   | 5                     | 1                     | 4                     |
| 2019.  | -                     | -                     | -                     | -                     |
| 2023.  | 24.                   | 5                     | 1                     | 4                     |
| Укупно | 1 x                   | 40                    | 14                    | 26                    |

### Азијска првенства(27)
| Година | Позиција     | Ут.          | Поб.         | Пор.         |
| ------ | ------------ | ------------ | ------------ | ------------ |
| 1960.  |              | 9            | 9            | 0            |
| 1963.  |              | 11           | 9            | 2            |
| 1965.  |              | 9            | 8            | 1            |
| 1967.  |              | 9            | 9            | 0            |
| 1969.  |              | 8            | 6            | 2            |
| 1971.  |              | 8            | 7            | 1            |
| 1973.  |              | 10           | 10           | 0            |
| 1975.  | 9.           | 9            | 5            | 4            |
| 1977.  | 5.           | 9            | 4            | 5            |
| 1979.  | 4.           | 7            | 4            | 3            |
| 1981.  | 4.           | 7            | 4            | 3            |
| 1983.  | 9.           | 5            | 3            | 2            |
| 1986.  |              | 6            | 6            | 0            |
| 1987.  | 4.           | 7            | 4            | 3            |
| 1989.  | 8.           | 7            | 2            | 5            |
| 1991.  | 7.           | 9            | 5            | 4            |
| 1993.  | 11.          | 6            | 3            | 3            |
| 1995.  | 12.          | 7            | 2            | 5            |
| 1997.  | 9.           | 6            | 3            | 3            |
| 1999.  | 11.          | 6            | 2            | 4            |
| 2001.  | Суспендована | Суспендована | Суспендована | Суспендована |
| 2003.  | 15.          | 7            | 2            | 5            |
| 2005.  | Суспендована | Суспендована | Суспендована | Суспендована |
| 2007.  | 9.           | 7            | 5            | 2            |
| 2009.  | 8.           | 9            | 4            | 5            |
| 2011.  | 4.           | 9            | 6            | 3            |
| 2013.  |              | 9            | 7            | 2            |
| 2015.  |              | 9            | 7            | 2            |
| 2017.  | 7.           | 6            | 4            | 2            |
| Укупно | 5 x 4 x 1 x  | 211          | 140          | 71           |